# Allium austrodanubiense
Allium austrodanubiense — вид рослин з родини амарилісових (Amaryllidaceae); поширений у Румунії й Болгарії.

## Опис
Стебла згруповані по два або три і більше, прикріплені до короткого кореневища, заввишки (10)15–35(80) см, діаметром 1.5–2.5 мм, циліндричні, сірувато-зелені. Листків 3–5, від ниткоподібних до лінійних, завширшки 1.0–1.5(2.0) мм, коротші ніж стебло в період цвітіння. Зонтик напівсферичний в період цвітіння, діаметром 15–30 мм; у період плодоношення майже круглястий. Оцвітина чашоподібна; сегменти оцвітини нерівні, внутрішні 4.0–4.5(5.0) × 1.8–2.0 мм, зовнішні 3.0–3.5(4.0) × 1.5–1.8 мм, світло-пурпурні або бузкові в бутонах, білясті або рожеві в період цвітіння, з пурпуровою жилкою. Пиляки довжиною 0.8–1.1 мм, жовті, жовто-коричневі або помаранчеві. Насіння чорне, кутасте, 2.8–3.2 мм завдовжки.
Період цвітіння: (липень)серпень — вересень(жовтень).

## Поширення
Поширення: Болгарія, Румунія.
Населяє кам'янисті схили, тріщини скель, особливо на вапняках.